# スシュルタ

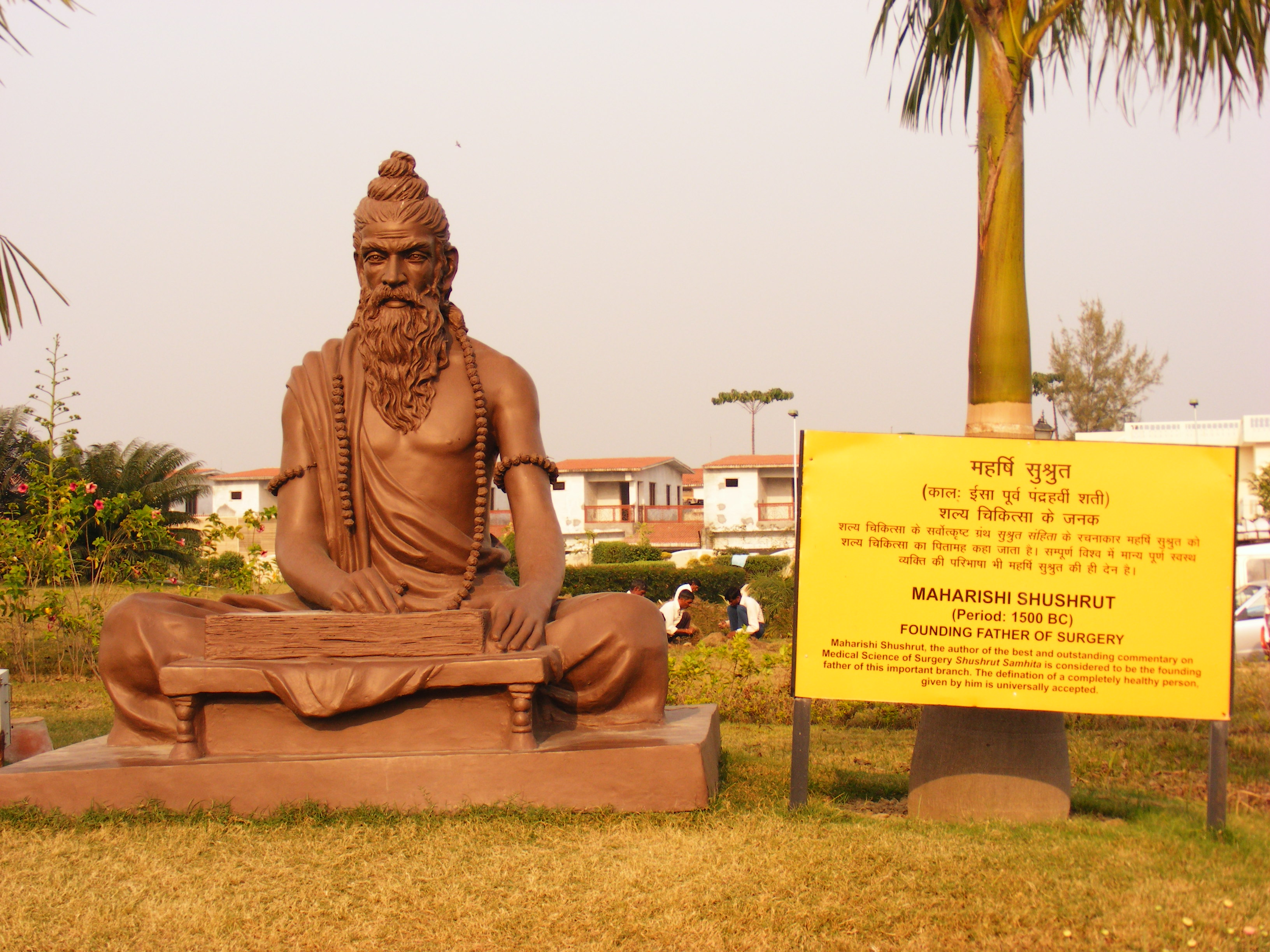

スシュルタ（英: Sushruta、Susruta）は、「外科手術の父」と称される古代インドの医師である。

## 概要
スシュルタは生没年不詳のため、彼が生きていた年代は諸説あり、紀元前1000年から800年ごろにかけて活躍したとする説、紀元前6世紀ごろに活躍したという説、紀元後2世紀から3世紀にかけて生きたという説など、正確な時期は判明していない。
インド二大古典医学書の一つ『スシュルタ・サンヒター』は、カーシー地方の王であったダンバンタリが弟子のスシュルタに外科的治療法を教える構成をとっており、スシュルタ自身が編纂を行なったとされている。
また、叙情詩の『マハーバーラタ』では聖仙と称される「ビシュバーミトラ」の息子として紹介されているほか、医学書ではスシュルタはベナレスの王であったディボーダーサを師匠として仰いでいるという記述がある。
彼はヴェーダ時代のヒンドゥー医学からルネサンス期のガスパーレ・タグリアコッチまでの文献で確認できるように鼻の再建手術（隆鼻術）で名を馳せた人物である。
また、スシュルタは帝王切開や白内障、整形手術、脳手術、石切り術などの難解な外科手術までも手掛けていたとされ、外科手術に用いていた器具は100を超えるという。
彼は植物の根や灰などを始めとした760に及ぶ薬物や疱瘡に関する記述を著書『スシュルタ本集』の中に残したとされ、2世紀から3世紀にはナーガールジュナがその原本に改編を加えたとする説もある。
尚、『スシュルタ全集』は1835年にカルカッタで初版が出された後、日本でも1971年に大地原誠玄がスシュルタの本を訳したものを出版している。
また、チャラカ、バーグバタとともにインドの古典医学の三医聖の一人に数えられることもある。